# Viazac
Viazac település Franciaországban, Lot megyében. Lakosainak száma 339 fő (2022. január 1.). Viazac Cardaillac, Figeac, Linac, Lunan, Planioles, Prendeignes, Saint-Jean-Mirabel és Saint-Perdoux községekkel határos.

## Népesség
A település népessége az elmúlt években az alábbi módon változott:
| Lakosok száma | 296  | 295  | 254  | 288  | 316  | 324  | 328  | 334  | 336  | 339  |
|               | 1968 | 1982 | 1990 | 2006 | 2013 | 2015 | 2017 | 2019 | 2020 | 2022 |